# 周阆风
周阆风（1906年3月21日—1992年11月14日），又名洪波、守愚，生于江苏昆山，就读于苏州师范，曾在遵义小学任校长（抗战前），后任教于上学静安工学院，系左翼作家，文章常见于《奔流》、《莽原》，鲁迅通信集中保留其书信。1992年11月14日病逝于上海虹口。生前发表作品有《坚守》、《诗人李贺》、《农夫李三麻子》等及有关语文教育类作品。